# 岩田和親
岩田 和親（いわた かずちか、1973年〈昭和48年〉9月20日 - ）は、日本の政治家。自由民主党所属の衆議院議員（5期）、自由民主党政務調査会国防部会長。
経済産業副大臣兼内閣府副大臣、経済産業大臣政務官兼復興大臣政務官兼内閣府大臣政務官、防衛大臣政務官、佐賀県議会議員（3期）等を歴任。

## 来歴

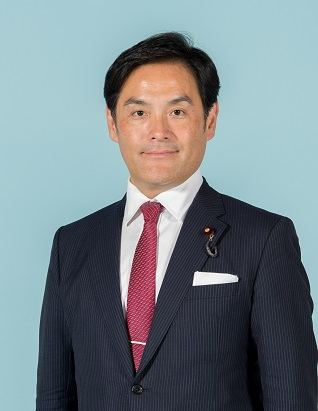
防衛大臣政務官の就任に際して公表された肖像写真

佐賀県佐賀市生まれ。佐賀県立佐賀西高等学校、九州大学法学部（法律専攻）卒業。大学在学中に、佐賀県議会議員を務めていた父・岩田英則が死去し、それをきっかけに政治の道を志した。大学卒業後は経営コンサルタントの大前研一の秘書を務める。1999年、佐賀県議会議員選挙に出馬し、佐賀県政史上最年少の25歳で初当選した。以後、3期連続当選。
2010年、自由民主党の佐賀県第1選挙区支部長に就任し、党公認を受ける。2011年の佐賀県議選には立候補せず、2012年の第46回衆議院議員総選挙に自民党公認で佐賀1区から出馬。民主党前職の原口一博元総務大臣を約7千票差で破り、初当選した。
2014年の第47回衆議院議員総選挙では、前回破った民主党の原口一博に佐賀1区で敗れ、重複立候補していた比例九州ブロックで復活し、再選。
2017年の第48回衆議院議員総選挙では、再び原口一博に佐賀1区で敗れたものの、比例九州ブロックで復活し、3選。
2019年、第4次安倍第2次改造内閣で防衛大臣政務官に就任。
2021年10月、第1次岸田内閣にて 経済産業大臣政務官 兼 内閣府大臣政務官 兼 復興大臣政務官 に就任。
2021年10月の第49回衆議院議員総選挙では、前回敗北した原口を133票差まで追い詰めるも敗北し比例復活で4選。
当選後の同年11月11日、第2次岸田内閣にて経済産業大臣政務官兼内閣府大臣政務官兼復興大臣政務官に再任。
2023年9月、第2次岸田第2次改造内閣にて 経済産業副大臣 兼 内閣府副大臣 に就任。
2024年の第50回衆議院議員総選挙では、原口に票差を広げられるも比例復活で5選。

## 政策・主張

### 憲法
- 憲法改正について、2021年のNHKのアンケートで「賛成」と回答[12]。

- 憲法9条への自衛隊の明記について、2021年のNHKのアンケートで「賛成」と回答[12]。

- 憲法を改正し緊急事態条項を設けることについて、2021年の毎日新聞社のアンケートで「賛成」と回答[13]。

### 外交・安全保障
- 敵基地攻撃能力の保有について、2021年の毎日新聞社のアンケートで「賛成」と回答[13]。

- 普天間基地の辺野古移設をめぐる政府と沖縄県の対立をどう考えるかとの問いに対し、2021年の毎日新聞社のアンケートで「政府が埋め立てを進めるのはやむを得ない」と回答[13]。

- 徴用工訴訟などの歴史問題をめぐる日韓の関係悪化についてどう考えるかとの問いに対し、2021年の毎日新聞社のアンケートで「政府の今の外交方針でよい」と回答[13]。

### ジェンダー
- 選択的夫婦別姓制度の導入について、2021年のNHKのアンケートで「どちらかといえば反対」と回答[12]。同年の毎日新聞社のアンケートで「反対」と回答[13]。

- 同性婚を可能とする法改正について、2021年のNHKのアンケートで「どちらかといえば反対」と回答[12]。「同性婚を制度として認めるべきだと考るか」との同年の毎日新聞社のアンケートに対し「認めるべきない」と回答[13]。

- クオータ制の導入について、2021年のNHKのアンケートで回答しなかった[12]。同年の毎日新聞社のアンケートで「反対」と回答[13]。

### その他
- 「原子力発電への依存度について今後どうするべきか」との問題提起に対し、2021年のNHKのアンケートで「現状を維持すべき」と回答[12]。

- 10％の消費税率について、2021年の毎日新聞社のアンケートで「当面は10％を維持すべきだ」と回答[13]。

- 森友学園への国有地売却をめぐる公文書改竄問題で、2021年5月6日、国は「赤木ファイル」の存在を初めて認めた[14]。しかし5月13日、菅義偉首相はファイルの存在を踏まえた再調査を行わない考えを報道各社に書面で示した[15]。9月の自民党総裁選挙で総裁に選出された岸田文雄も10月11日、衆議院本会議の代表質問で再調査の実施を否定した[16]。国の対応をどう考えるかとの同年の毎日新聞社のアンケートに対し「これ以上、調査や説明は必要ない」と回答[13]。

## 人物

### 統一教会との関係
- 2021年10月の衆院選で世界平和統一家庭連合（旧統一教会）の久留米家庭教会は岩田、原田義昭（福岡5区）、鳩山二郎（同6区）、藤丸敏（同7区）、衛藤征士郎（大分2区）の5人の自民党候補者を支援した。同教会の南宏彦渉外部長は投開票日の翌日の11月1日に行われた「南福岡教区孝情奉献礼式」で、岩田が133票差で原口一博に敗れたことに触れ、鳥栖市の信者の応援が足りなかったと説明した[17]。
- 2022年1月24日、統一教会の関連団体「天宙平和連合」と「世界平和国会議員連合」の共催による「THINK TANK 2022 第4回ILC国際ウェビナー」がソウルの国会図書館大講堂で開催。「日韓トンネル実現九州連絡協議会」会長の梶山千里[18]が出席した同イベントに岩田はオンラインで参加した[19][20][21]。
- 2022年7月から8月にかけて、共同通信社は、全国会議員712人を対象に、統一教会との関わりを尋ねるアンケートを実施。8月31日に各議員の回答の全文を公表した。岩田は「支援者からの依頼で日韓トンネル実現九州連絡協議会に祝電を出した」と回答した[22][23]。

### その他
- 生家は佐賀市内の合同結婚式場で、岩田自身もかつては役員を務めていた[3]。
- 2012年の第46回衆議院議員総選挙に出馬した際、自民党佐賀県連の会長を務めていた参議院議員の福岡資麿は高校時代の同級生[24]。

## 所属団体・議員連盟
- 自民党たばこ議員連盟[25]
- 自由民主党たばこ特別委員会（幹事）[25][26]
- 日本会議国会議員懇談会[27]
- 神道政治連盟国会議員懇談会[27]
- みんなで靖国神社に参拝する国会議員の会[27]
- オスプレイ誘致推進佐賀県民会議（顧問）[28]

## 選挙歴
| 当落 | 選挙                     | 執行日         | 年齢 | 選挙区       | 政党       | 得票数    | 得票率 | 定数 | 得票順位 /候補者数 | 政党内比例順位 /政党当選者数 |
| ---- | ------------------------ | -------------- | ---- | ------------ | ---------- | --------- | ------ | ---- | ------------------ | ---------------------------- |
| 当   | 1999年佐賀県議会議員選挙 | 1999年4月11日  | 25   | 佐賀市選挙区 | 無所属     | 7896票    | ――     | 8    | 2/11               | /                            |
| 当   | 2003年佐賀県議会議員選挙 | 2003年4月13日  | 29   | 佐賀市選挙区 | 自由民主党 | 7234票    | ――     | 8    | 7/10               | /                            |
| 当   | 2007年佐賀県議会議員選挙 | 2007年4月8日   | 33   | 佐賀市選挙区 | 自由民主党 | 8277票    | ――     | 8    | 5/13               | /                            |
| 当   | 第46回衆議院議員総選挙   | 2012年12月16日 | 39   | 佐賀県第1区  | 自由民主党 | 7万547票  | 49.19% | 1    | 1/3                | /                            |
| 比当 | 第47回衆議院議員総選挙   | 2014年12月14日 | 41   | 佐賀県第1区  | 自由民主党 | 8万3421票 | 46.14% | 1    | 2/3                | 1/8                          |
| 比当 | 第48回衆議院議員総選挙   | 2017年10月22日 | 44   | 佐賀県第1区  | 自由民主党 | 7万8972票 | 41.66% | 1    | 2/3                | 7/7                          |
| 比当 | 第49回衆議院議員総選挙   | 2021年10月31日 | 48   | 佐賀県第1区  | 自由民主党 | 9万2319票 | 49.96% | 1    | 2/2                | 3/8                          |
| 比当 | 第50回衆議院議員総選挙   | 2024年10月27日 | 51   | 佐賀県第1区  | 自由民主党 | 7万9723票 | 45.35% | 1    | 2/2                | 5/7                          |